# Alex (bướm đêm)
Alex là một chi bướm đêm thuộc họ Geometridae.

## Các loài
- Alex aemula (Warren, 1894)
- Alex continuaria (Walker, 1866)
- Alex palparia (Walker, 1861)